# Frank Hann
Frank Hugh Hann (Engeland, 19 oktober 1845 - West-Australië, 21 augustus 1921) was een pastoralist en ontdekkingsreiziger in Australië.

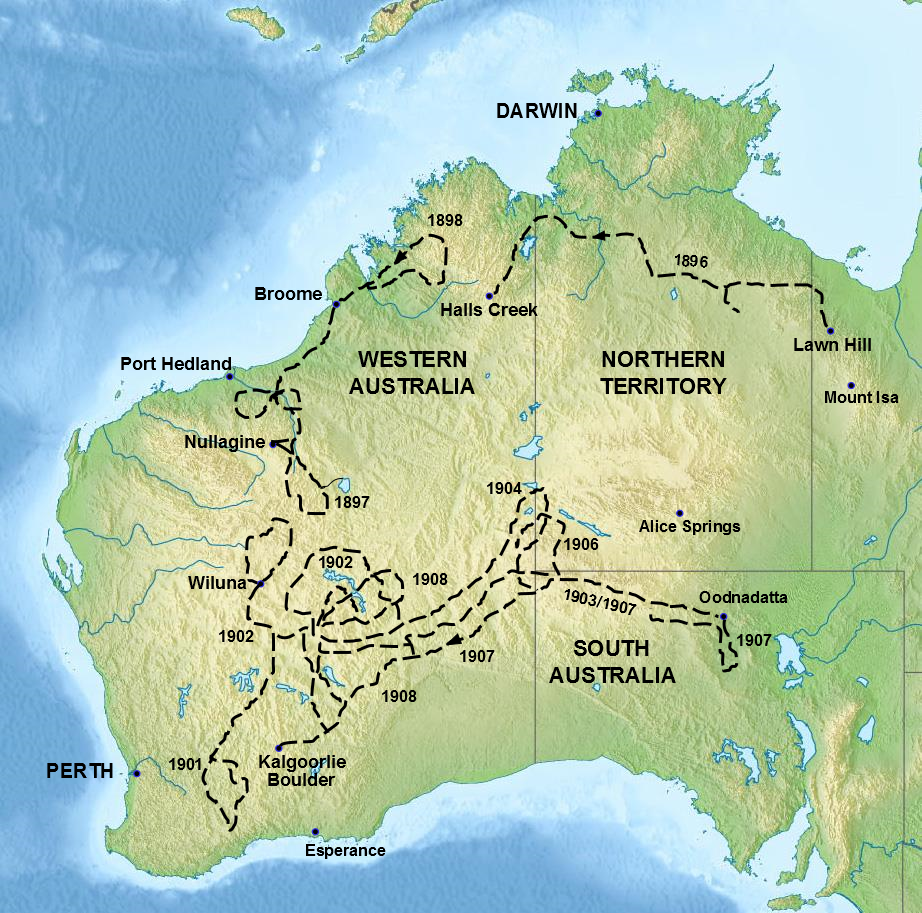
Frank Hanns tochten

## Vroege jaren
Frank Hann werd in 1845 in Engeland geboren. Zijn ouders waren Joseph Hann en Elizabeth Sharpe. Het gezin Hann migreerde in 1851 naar het Australische Victoria. In 1862 werd zijn vader pastoralist in Queensland doch hij verdronk er in 1864 tijdens een overstroming. Frank Hann en zijn oudere broer William namen hun vaders taken over en beheerden enkele pastorale stations. Ze ondervonden daarbij verzet van de Aborigines en hinder van 'speargrass', dingo's en lage wolprijzen.
Tegen 1866 beheerde Frank Hann het 'Lolworth Station'. In 1875 kreeg hij het 'Lawn Hill Station' in eigendom. Hann werd bijna door een speer gedood in 1876.
Op het 'Law Hill Station' werden de Waanyi Aborigines slecht behandeld en vonden vergeldingstochten plaats nadat de Waanyi vee doodden. Daarbij werden vele Aborigines gedood. Hanns rechterhand Jack Watson zou veertig paar oren van Waanyi op de buitenmuren van de 'Law Hill Station Homestead' hebben genageld.
In 1889 werd Hann door bushranger Joe Flick van nabij in de borst geschoten maar hij overleefde. Flick, van gemengde afkomst, werd daarop door de politie en Hanns mannen gedood.
Lage prijzen, slechte seizoenen en een uitbraak van babesiosis in de jaren 1890 deden Hann in 1896 'Lawn Hill Station' achterlaten. Met zes aboriginesknechten en zevenenzestig paarden trok hij naar Halls Creek.

## West-Australië
Hann zocht in de omgeving van de Nullagine naar geschikt weiland maar vond niets. In 1897 was hij van plan naar Queensland terug te keren maar trok naar het district West-Kimberley waar op dat moment een kortstondige goldrush plaatsvond.
In de winter van 1898 trok de reeds meer dan vijftig jaar oude Hann door het Leopoldgebergte, gaf onder meer de rivieren Charnley en Isdell hun namen en ontdekte geschikt weiland. Hann was de eerste blanke op de top van de 'Mount Broome'. Het Leopoldgebergte was toentertijd de grens van de gekoloniseerde wereld, een van de minst toegankelijke gebieden van Australië en bevolkt door vijandig gezinde Aborigines.
Hann verkreeg er 2.590 km² grondgebied maar had geen geld om vee te kopen. Gevestigde families zouden de pastorale industrie in de regio Kimberley ontwikkelen. Hij trok vervolgens naar Perth waar hij vier jaar leefde alvorens aan prospectie te gaan doen. In opdracht van de West-Australische overheid verkende Hann de woestijnen in het centrum van Australië.
In 1903 ontwikkelde Hann een pad van Laverton naar Warburton. In 1907 onderzocht hij de geruchten over de vondst van goud nabij de 'Queen Victoria Spring'. Toen Hann in 1909 de omgeving van Mount Morgans verkende werden hij en de leden van zijn expeditie door Aborigines aangevallen. Hann gaf daarover een controversieel interview in de Western Mail van 10 april 1909. Daarna wenste de overheid geen gebruik meer van zijn diensten te maken. Volgens F. Brockman werd Hann verkeerd begrepen.
In 1918 had Hann een ongeluk waarna hij op krukken door het leven moest. Hij ging op rust te Cottesloe in Perth. Tijdens zijn laatste levensjaar correspondeerde Hann met Daisy Bates om meer aandacht van de overheid voor het welzijn van de Aborigines te verkrijgen. Hij vernoemde 'Mount Daisy Bates' in de Shire of Ngaanyatjarraku naar haar.
Hann stierf op 23 augustus 1921 te Cottesloe en werd begraven op kerkhof van Karrakatta.

## Nalatenschap
Hanns dagboeken zijn in de J S Battye Library of West Australian History ondergebracht. In elk dagboek stond zijn moto: "geef niet toe aan wanhoop".
De Hann werd in 1900 door landmeter-generaal H.F. Johnston naar Frank Hann vernoemd. Hann had de rivier in 1898 ontdekt en de Phillips genoemd maar er bestond reeds een rivier met die naam in het zuiden van West-Australië.
Ook het nationaal park Frank Hann en 'Mount Hann' werden naar hem vernoemd.
- Australian Dictionary of Biography: hann-frank-hugh-3906
- Library of Congress Control Number: no2013057863
- Trove: 1467414
- Virtual International Authority File: 300878568
- WorldCat: E39PBJhxmDrygwBbPxkfJwDyVC